# Тынымсеитова, Джумакан
Джумакан Тынымсеитова (29 июля 1929, с. Он-Арча, Киргизская АССР — 29 июля 1975) — киргизская поэтесса, член Союза писателей СССР (с 1963 года).

## Краткая биография
Поэтесса Джумакан Тынымсеитова родилась в 1929 году в селе Он-Арча (ныне — Нарынского района) в семье крестьянина-бедняка. Окончила сельскую семилетнюю школу, затем поступила в Нарынское педагогическое училище. Проучившись два курса, она вынуждена была в связи с семейными обстоятельствами бросить училище. Окончила заочное отделение филологического факультета Киргизского государственного университета.
С 1945 по 1950 года Тынымсеитова работала библиотекарем Он-Арчинского сельсовета и Кумбельского рудоуправления. С 1951 по 1960 год она являлась диктором местного радиовещания в Нарыне. В последующее время она работала литературным сотрудником областной газеты «Тянь-Шаньская правда» и газеты «Женишь». С 1963 года до конца жизни трудилась заведующей в детском саду.

## Творчество
Джумакан Тынымсеитова начала писать стихи с 1957 года. Впервые они были опубликованы в 1958 году в газете «Ленинчил жаш». В 1961 году в Киргизском государственном издательстве на киргизском, родном для поэтессы языке, вышел первый сборник её стихотворений «Сыбызгы». Затем последовала книга «Волны Нарына» (1963) и сборник для детей дошкольного возраста «Ленивый воробей». В 1966 году издательство «Кыргызстан» выпустило в свет «Сон-Кульскую тетрадь» Тынымсеитовой.
В январе 1968 года на сцене Тянь-Шаньского музыкального драмтеатра была поставлена Тынымсеитовой «Последняя встреча».

#### на киргизском языке
- Тынымсеитова Дж. Сыбызгы : Ырлар жыйнагы. — Фрунзе: Кыргызмамбас, 1961. — 133 с.
- Тынымсеитова Дж. Жалкоо таранчы : Ырлар (Ленивый воробей). — Фрунзе: Кыргызокуупедмамбас, 1963. — 23 с.
- Тынымсеитова Дж. Нарын толкундары : Ырлар жыйнагы (Волны Нарына). — Фрунзе: Кыргызмамбас, 1963. — 35 с.
- Тынымсеитова Дж. Сон-Кел дептери : Ырлар жана поэма (Сон-Кульская тетрадь). — Фрунзе: Кыргызстан, 1966. — 101 с.
- Тынымсеитова Дж. Алтын топчу : Ырлар (Золотая пуговица). — Фрунзе: Мектеп, 1974. — 11 с.
- Тынымсеитова Дж. Ыргактар: Ырлар жана поэма (Ритмы). — Фрунзе: Кыргызстан, 1974. — 70 с.
- Тынымсеитова Дж. Ата-журт ыргактары : Ырлар жана поэмалар (Родные напевы). — Фрунзе: Кыргызстан, 1979. — 228 с.
- Тынымсеитова Дж. Ырлар жана поэмалар (Стихи и поэмы). — Фрунзе: Кыргызстан, 1986. — 128 с.

#### на русском языке
- Тынымсеитова Дж. Лечу на луну : Стихи / Худож. Ж.Касмамытова. — Бишкек: Адабият, 1991. — 20 с. — ISBN 5-660-00560-8.